# Lèze

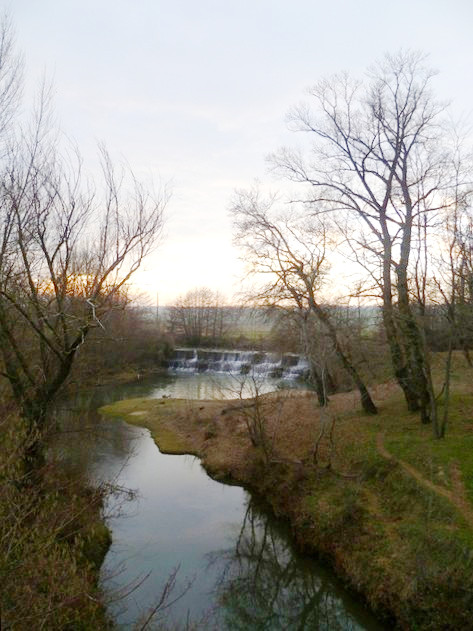
De Lèze in Beaumont-sur-Lèze

De Lèze is een 70,2 kilometer lange zijrivier van de Ariège in de Franse departementen Ariège en Haute-Garonne. Ze ontspringt in de gemeente La Bastide-de-Sérou op 570 meter hoogte. Nabij Labarthe-sur-Lèze voegt de Lèze zich op 155 meter hoogte bij de Ariège, op haart beurt een zijrivier van de Garonne.